# Mycoleptodiscus variabilis
Mycoleptodiscus variabilis är en svampart som beskrevs av Alcorn 1994. Mycoleptodiscus variabilis ingår i släktet Mycoleptodiscus och familjen Magnaporthaceae.   Inga underarter finns listade i Catalogue of Life.